# Shelbyville (Misuri)
Shelbyville es una ciudad ubicada en el condado de Shelby en el estado estadounidense de Misuri. En el Censo de 2010 tenía una población de 552 habitantes y una densidad poblacional de 259,91 personas por km².

## Geografía
Shelbyville se encuentra ubicada en las coordenadas 39°48′26″N 92°2′24″O / 39.80722, -92.04000. Según la Oficina del Censo de los Estados Unidos, Shelbyville tiene una superficie total de 2.12 km², de la cual 2.01 km² corresponden a tierra firme y (5.37%) 0.11 km² es agua.

## Demografía
Según el censo de 2010, había 552 personas residiendo en Shelbyville. La densidad de población era de 259,91 hab./km². De los 552 habitantes, Shelbyville estaba compuesto por el 98.37% blancos, el 0.36% eran afroamericanos, el 0.18% eran amerindios, el 0% eran asiáticos, el 0% eran isleños del Pacífico, el 0% eran de otras razas y el 1.09% pertenecían a dos o más razas. Del total de la población el 1.27% eran hispanos o latinos de cualquier raza.